# Unleash Award
De Unleash Award was de jaarlijks uitgereikte onderscheiding voor het beste Nederlandstalige korte verhaal in de categorieën fantasy/sciencefiction en horror/suspense (tussen 2.000 en 6.000 woorden). Zij bestond tussen 2003 en 2012 naast de Paul Harland Prijs (voor fantasy/sciencefictionverhalen tot 10.000 woorden) en Fantastels (voor fantasy/sciencefictionverhalen tot 12.000 woorden). Ze telden alle drie mee voor het Kampioenschap Nederlandstalige Speculatieve Literatuur. In 2012 vond de laatste editie van de Unleash Award plaats.

## Geschiedenis
De prijs werd uitgeloofd door fantasyauteur en -uitgever Alex de Jong en suspenseauteur Jack Lance en was voortgekomen uit twee onafhankelijke verhalenwedstrijden, namelijk de Pure Fantasy-schrijfwedstrijd en de Suspensestory-schrijfwedstrijd. Aanvankelijk werd de Unleash Award (in elke categorie) tweemaal jaarlijks uitgereikt, waarna vervolgens één overall winnaar werd vastgesteld. Vanaf 2009 vond de wedstrijd eenmaal per jaar plaats.
Met ingang van 2010 heette de eerste prijs de Adrian Stone-prijs, genoemd naar de fantasyauteur die de geldprijs van duizend euro ter beschikking stelde.

## Winnaars van de voorlopers van de Unleash Award
| Editie                                   | Categorie Fantasy/SF          |
| ---------------------------------------- | ----------------------------- |
| Santoriaanse Opdracht 1 voorjaar 2003    | Leander de Goede              |
| Santoriaanse Opdracht 2 najaar 2003      | Jaap Boekestein               |
| Santoriaanse Opdracht 3 voorjaar 2004    | David Stoks                   |
| Santoriaanse Opdracht 4 najaar 2004      | Marieke Nijkamp               |
| Pure Fantasy wedstrijd 1 voorjaar 2005   | Sarah de Waard en Cindy Baars |
| Pure Fantasy wedstrijd 2 najaar 2005     | Harald Timmer                 |
| Pure Fantasy wedstrijd 3 voorjaar 2006   | Fred Rabouw                   |
| Suspense Story wedstrijd 1 najaar 2004   | Anko van der Woude            |
| Suspense Story wedstrijd 2 voorjaar 2005 | Nicolet Steemers              |
| Suspense Story wedstrijd 3 najaar 2005   | Saskia Appel                  |

## Winnaars van de Unleash Award
| Editie            | Categorie Fantasy/SF         | Categorie Horror/Suspense |
| ----------------- | ---------------------------- | ------------------------- |
| Najaar 2006       | Alex de Jong, Sven de Keyser | Anko van der Woude        |
| Voorjaar 2007     | Harald Timmer                | Saskia Appel              |
| Overall 2006/2007 | Sven de Keyser               | Saskia Appel              |
| Najaar 2007       | Django Mathijsen             | Fred Rabouw               |
| Voorjaar 2008     | Django Mathijsen             | Jean-Paul Colin           |
| Overall 2007/2008 | Django Mathijsen             | Jean-Paul Colin           |

| Editie | Eerste            | Tweede                                           | Derde             | Vierde              | Vijfde              |
| ------ | ----------------- | ------------------------------------------------ | ----------------- | ------------------- | ------------------- |
| 2009   | Pieter Koolwijk   | Bianca Mastenbroek, Anne Witberg, Jeroen Verhoog |                   |                     | Fred van der Meulen |
| 2010   | Anaïd Haen        | Fred Rabouw                                      | W.J. Maryson      | Fred van der Meulen | Django Mathijsen    |
| 2011   | Patrick Brannigan | Bianca Mastenbroek                               | Jack Schlimazlnik | Anthony Holslag     |                     |
| 2012   | Django Mathijsen  | Thomas Olde Heuvelt                              | Django Mathijsen  | Anaïd Haen          | Ben Adriaanse       |